# مصطفی امجدی
مصطفی امجدی (۱۲۹۸ خوی - ۱۳۷۵) سپهبد ارتش شاهنشاهی معاون نخست‌وزیر و رئیس سازمان تربیت بدنی، ریاست اداره‌های کل سوم و چهارم ساواک و رئیس فدراسیون وزنه‌برداری بود.

## تولد و تحصیلات
امجدی در سال ۱۲۹۸ در خوی متولد شد. بعد از اتمام تحصیلات دوره‌های ابتدائی و متوسطه وارد دانشکدهٔ افسری شده و در رشته توپخانه در سال ۱۳۱۹ تحصیلاتش را به پایان برد.

## مسئولیت‌های نظامی
او در ارتش سمتهای گوناگونی مانند رئیس رکن دوم لشکر گارد، فرمانده توپخانه لشکر دو زرهی، رئیس ستاد فرمانداری نظامی، فرمانده تیپ قزوین، فرمانده مرکز توپخانه اصفهان، ریاست اداره اردنانس، ریاست اداره چهارم ستاد بزرگ ارتشتاران بر عهده داشت. و در سمت ریاست اداره چهارم ستاد بزرگ ارتشتاران به درجه سپهبدی رسید.

## ساواک
او که از افسران فعّال در کودتای ۲۸ مرداد ۱۳۳۲ بود و به همین دلیل نیز از سوی دربار شاهنشاهی تشویق گردید و با تیمور بختیار در سمت فرمانداری نظامی تهران همکاری داشت پس از تشکیل ساواک به ریاست تیمور بختیار وی نیز به ساواک رفته و مسئولیت‌هایی مانند مدیرکل اداره‌های کل سوم و چهارم ساواک و رئیس ساواک آذربایجان شرقی و غربی را برعهده داشت.

## فدراسیون‌های ورزشی
مصطفی امجدی مسئولیت فدراسیون وزنه‌برداری را برعهده داشته و مدتی نیز به عنوان معاون نخست‌وزیر رئیس سازمان تربیت بدنی ایران گردید (۱۳۵۰–۱۳۵۱). اما زمان زیادی در سازمان تربیت بدنی ایران فعالیت نکرد.

## کناره‌گیری از ارتش و درگذشت
مصطفی امجدی در سال ۱۳۵۱ از ارتش بازنشسته شده و به ریاست مناطق سه‌گانه شیلات شمال منصوب شد. وی پس از تأسیس حزب رستاخیر در اسفند ۱۳۵۳ عضویت این حزب درآمد. و در سال ۱۳۵۴ از استان آذربایجان غربی، نماینده مجلس سنا شد. او در سال ۱۳۷۵ در گذشت.